# Bjarki Már Elísson
Bjarki Már Elísson (Reykjavík, 1990. május 16. –) izlandi válogatott kézilabdázó, a Telekom Veszprém balszélsője.

## Pályafutása

### Klubcsapatokban
Hazájában a HK Kópavogur játékosa volt, akikkel 2012-ben bajnoki címet nyert. 2013 nyarán szerződött a szezon végén a német másodosztályban kieső ThSV Eisenach csapatához. A 2014-2015-ös szezonban a Bundesliga 2. gólkirálya volt. A következő idényre a német élvonalban szereplő Füchse Berlinhez írt alá két évre szóló szerződést. 2015-ben és 2016-ban klubvilágbajnoki címet, 2018-ban EHF-kupa-győzelmet ünnepelhetett a fővárosi csapattal. 2019 nyarán a szintén élvonalbeli TBV Lemgo igazolta le. 2022 nyarától a Telekom Veszprém játékosa.

### A válogatottban
Az izlandi válogatottban 2012-ben, egy Hollandia elleni mérkőzésen mutatkozott be.

## Statisztikája a német Bundesligában
| Szezon    | Bajnokság     | Csapat        | Mérkőzés | Gól összesen | Gól hétméteresből | Akciógól |
| --------- | ------------- | ------------- | -------- | ------------ | ----------------- | -------- |
| 2013-14   | ThSV Eisenach | Bundesliga    | 34       | 129          | 13                | 116      |
| 2014-15   | ThSV Eisenach | 2. Bundesliga | 38       | 289          | 86                | 193      |
| 2015-16   | Füchse Berlin | Bundesliga    | 31       | 84           | 19                | 65       |
| 2016-17   | Füchse Berlin | Bundesliga    | 33       | 119          | 7                 | 112      |
| 2017-18   | Füchse Berlin | Bundesliga    | 30       | 62           | 2                 | 60       |
| 2018-19   | Füchse Berlin | Bundesliga    | 34       | 100          | 2                 | 98       |
| 2019-20   | TBV Lemgo     | Bundesliga    | 27       | 216          | 72                | 144      |
| 2020-21   | TBV Lemgo     | Bundesliga    | 37       | 254          | 95                | 159      |
| 2013–2021 | Összesen      | Bundesliga    | 264      | 1253         | 296               | 957      |